# Saga REC
Rec (estilitzat com [•REC] ) és una franquícia espanyola de pel·lícules de terror sobre zombis sobrenaturals. La pel·lícula original de 2007 es va rodar a Barcelona, Espanya i el títol és una abreviatura de la paraula "record" (enregistrar, en anglès), tal com apareix en una càmera de vídeo.
La primera pel·lícula Rec va ser seguida de tres seqüeles; Rec 2 el 2009, Rec 3: Gènesi el 2012 i Rec 4: Apocalypse el 2014 com a entrega final de la franquícia. L'empresa espanyola Filmax és la responsable de la producció de la franquícia REC i va estrenar els quatre lliuraments.
La protagonista de la sèrie, Ángela Vidal, és interpretada per l'actriu Manuela Velasco en totes les pel·lícules excepte Rec 3: Genesis.
L'actor Javier Botet interpreta Tristana Medeiros, la principal antagonista de la sèrie.
La primera pel·lícula es va tornar a fer als Estats Units com la pel·lícula de 2008 Quarantine. Quarantine 2: Terminal es va llançar el 2011. Tot i que la trama de la seqüela reprèn directament d'on deixa Quarantine, no és un remake de Rec 2. Quarantine 2: Terminal porta la sèrie en una direcció completament diferent amb les seves pròpies regles i mitologia diferents de les de la sèrie Rec.

## Protagonista
Angela Vidal és la protagonista de la saga REC, interpretada per l'actriu espanyola Manuela Velasco en totes les pel·lícules excepte a REC 3: Genesis, on el personatge no apareix.
El personatge de l'Ángela Vidal apareix per primera vegada a la pel·lícula REC, la qual va ser versionada als Estats Units amb el títol de Quarantine.
El personatge de l'Ángela Vidal és una personalitat fictícia de televisió i persiodista que participa en un programa de televisió anomenat Mentre dorms (Mientras duermes). Mentre està filmant una part del programa acompanyant el cos de bombers, es troba en l'inici d'una epidèmia zombi en un edifici d'apartaments a Barcelona.